# Borki (kolonia w gminie Gidle)
Borki – kolonia w Polsce położona w województwie łódzkim, w powiecie radomszczańskim, w gminie Gidle.
W latach 1975–1998 miejscowość należała administracyjnie do województwa częstochowskiego.